# لیگیلون سور مر
لیگیلون سور مر (تلفظ فرانسوی: [lɛɡɥijɔ̃ syʁ mɛʁ]، به معنای L'Aiguillon روی دریا) یک کمون سابق در بخش وندی در غرب فرانسه است که با La Faute-sur-Mer ادغام شد و کمون جدید L'Aiguillon-la-Presqu'île در ۱ ژانویه ۲۰۲۲ تشکیل شد.

## جغرافیا
رودخانه لی تمام مرز شمال غربی کمون را تشکیل می‌داد، رودخانه به اقیانوس اطلس می‌ریزد، که تمام مرز غربی آن را تشکیل می‌داد.